# Pharaphodius indicus
Pharaphodius indicus es una especie de escarabajo del género Pharaphodius, tribu Aphodiini. Fue descrita científicamente por Petrovitz en 1958.
Se distribuye por India, en el estado de Assam. Mide aproximadamente 6,8 milímetros de longitud.